# Lister-Gletscher (Viktorialand)
Der Lister-Gletscher ist ein Gletscher im ostantarktischen Viktorialand. Auf der Ostseite der Royal Society Range fließt er in nordöstlicher Richtung aus einem großen Bergkessel unmittelbar nördlich des Mount Lister.
Die neuseeländische Mannschaft zur Erkundung des Blue Glacier während der Commonwealth Trans-Antarctic Expedition (1955–1958) benannte ihn in Anlehnung an die Benennung des Mount Lister. Dessen Namensgeber ist Joseph Lister, 1. Baron Lister (1827–1912), Präsidenten der Royal Society von 1895 bis 1900.